# Jan van Neck
Jan van Neck (1634–1714), est un peintre hollandais de l'âge d'or.

## Biographie
Il est né à Naarden et devient peintre, dessinateur, graveur et décorateur d'intérieur. Selon Houbraken, son père est un médecin qui le met en apprentissage chez Jacob Adriaensz Backer pour apprendre le dessin. Il peint des allégories historiques, des portraits et des scènes de femmes nues se baignant. Houbraken aime particulièrement un retable de l'église catholique wallonne d'Amsterdam de sa main. Houbraken écrit qu'il est un homme sympathique avec de nombreuses histoires divertissantes, et il le consulte comme source pour ses livres alors qu'il est alité. Il mentionne également que Neck est un grand ami de Dirck Ferreris, dont la collection de dessins et de papierkunst ou paper-art (probablement des papiers découpés) est entrée en sa possession à sa mort.